# 金彪 (1976年)
金彪（1976年5月—），湖南省永州市人，中华人民共和国政治人物。

## 生平
1976年5月，金彪出生在湖南省永州市。1994年10月，金彪进入零陵师范专科学校学习，在校期间的1996年1月加入中国共产党。1997年6月，金彪进入政界，出任中共新田县新圩镇人民政府党委秘书、纪委副书记，1999年12月晋升党委副书记。2000年4月调入中共新田县委办公室出任副科级秘书。2001年10月，金彪调任中共永州市冷水滩区委党组书记、书记。2004年10月调入中共竹山桥镇党委书记，2006年2月转任中共黄阳司镇党委书记。2008年1月，金彪调回永州市冷水滩区人民政府，出任党组成员、政府办公室主任、党组书记，2010年6月出任副区长。2011年3月，金彪调任中共蓝山县委常委、纪委书记。2014年1月，金彪出任永州市城市建设投资发展集团有限责任公司董事长、总经理、党委书记。2016年8月，金彪出任中共祁阳县（今祁阳市）委副书记、代县长，11月正式出任县长。

### 落马
2019年11月29日，湖南省纪委监委对颜海林、李可波、金彪进行立案审查调查并且遭到开除党籍、开除公职（双开）处分。2019年12月27日，湖南省人民检察院对金彪进行逮捕。
其前任周新辉在2022年7月落马。